# チョン (アルバム)
チョン（Chon）は、アメリカのマスロックバンド、チョンの3枚目のアルバムである。日本で発売される初めてのアルバムで日本ではソニー・ミュージックジャパンインターナショナルから2019年7月24日に発売。
2019年7月18日、サンディエゴコミックコンで限定版のビニルレコード200枚が発売された。

## 収録曲
1. Ghost
2. Cloudy
3. Gift
4. Visit
5. Petal
6. Pitch Dark
7. Rosewood
8. If
9. Spike
10. Dead End
11. Thanks
12. Peace

## チャート
ビルボード200の2019年6月22日付で40位を記録した。